# Raziye Hatun
Ayşe Raziye Hatun (turco ottomano : راضیه خاتون, lett. "vita" e "colei che accetta"; ... – Costantinopoli, 26 giugno 1597) fu una cortigiana e confidente di Nurbanu Sultan e di suo figlio, il sultano ottomano Murad III.

## Carriera
Di origini sconosciute, Raziye, inizialmente chiamata Ayşe, entrò nell'harem di Murad dopo il 1566, quando divenne governatore di Manisa. Venne notata da Nurbanu Sultan, Haseki del Sultano Selim II in visita al figlio, che la prese sotto la sua ala. 
Quando Murad divenne Sultano nel 1574 Raziye si spostò nell'harem di Topkapi, a Costantinopoli, e ottenne di essere promossa a Kalfa (personale amministrativo) e Vekilharc hazinedar (tesoriera). Insieme a Canfeda Hatun, governante dell'harem, e alla poetessa Hübbi Hatun formò una fazione vicina sia alla Valide Sultan Nurbanu che al Sultano stesso, e poté accumulare ricchezze e influenza. 
Usò la sua posizione per procurare un posto di rilievo a corte all'indovino e interprete di sogni Şeyh Şüca, un derviscio di origini albanesi e a Ümmi Sinan, ex giardiniere di palazzo.
Raziye fu anche protetta dalla madre di uno dei figli di Mehmed III, Şehzade Selim: aveva patrocinato la madre (Handan Sultan) presso il sultano e in cambio la ragazza e il principe la trattarono come un famigliare.
Raziye morì il 26 giugno 1597 e fu sepolta nella moschea Arap a Costantinopoli.

## Vita privata
Dal momento che non era una concubina del sultano ma un membro del personale a Raziye fu permesso lasciare l'harem e sposarsi. 
Sposò inizialmente Bekir Aga, con cui ebbe due figli e due figlie. La coppia viveva in una lussuosa villa Beşiktaş, e Raziye possedeva lei stessa delle schiave personali.
Dopo la morte del primo marito Raziye si risposò con Yahya Pasha, un favorito di Safiye Sultan e Mehmed III che fu giudice a La Mecca e in numerose province africane, asiatiche ed europee.

## Discendenza
Dal suo primo matrimonio, Raziye ebbe due figli e due figlie:
- Mustafa Pasha, governatore dell'Eyalet di Erzurum.
- Un figlio, emiro di guardia in Egitto.
- Una figlia, descritta come "bellissima", che sposò Muhyiddin Mehmed Efendi, che divenne kadı di Bursa, di Istanbul e fu poi promosso kadıasker dell'Anatolia, e in seguito divenne kadı dell'Egitto e kadıasker della Rumelia. Fu una figura di spicco nell'harem fra il 1596 e il 1604. Era favorita da Safiye, per la quale aveva il compito di leggere e scrivere lettere, e molto vicina a Mehmed III, con il quale era solita giocare a scacchi. Cadde in disgrazia nel marzo 1604, quando Handan Sultan, madre del nuovo sultano Ahmed I (figlio di Mehmed III) scacciò da corte tutti gli alleati di Safiye per sostituirli coi suoi.
- Una figlia. Sposò un Ağa che ottenne un importante incarico a Il Cairo.

## Morte
Raziye fu giustiziata il 26 giugno 1597 da Mehmed III, colpevole di aver provato a incoronare uno dei suoi fratellastri. Venne sepolta a Costantinopoli, nella Moschea Arap.